# 포천 수입리 지석묘
포천 수입리 지석묘는 대한민국 경기도 포천시 일동면 수입리에 있는 고인돌이다. 1986년 4월 9일 포천시의 향토유적 제33호로 지정되었다.

## 개요
청동기 시대 고인돌이다.